# Idioma bhili
El bhili (Bhili: भीली) és una llengua indo-ariana occidental parlada a l'Índia centre-occidental, als estats del Rajasthan, Gujarat, Maharashtra i Madhya Pradesh. Altres noms per a la llengua són Bhagoria i Bhilboli; diverses varietats s'anomenen Garasia. Bhili és membre de les llengües Bhil, relacionades amb el gujarat i el rajasthani. El llenguatge s'escriu amb l'escriptura de Devanagari.

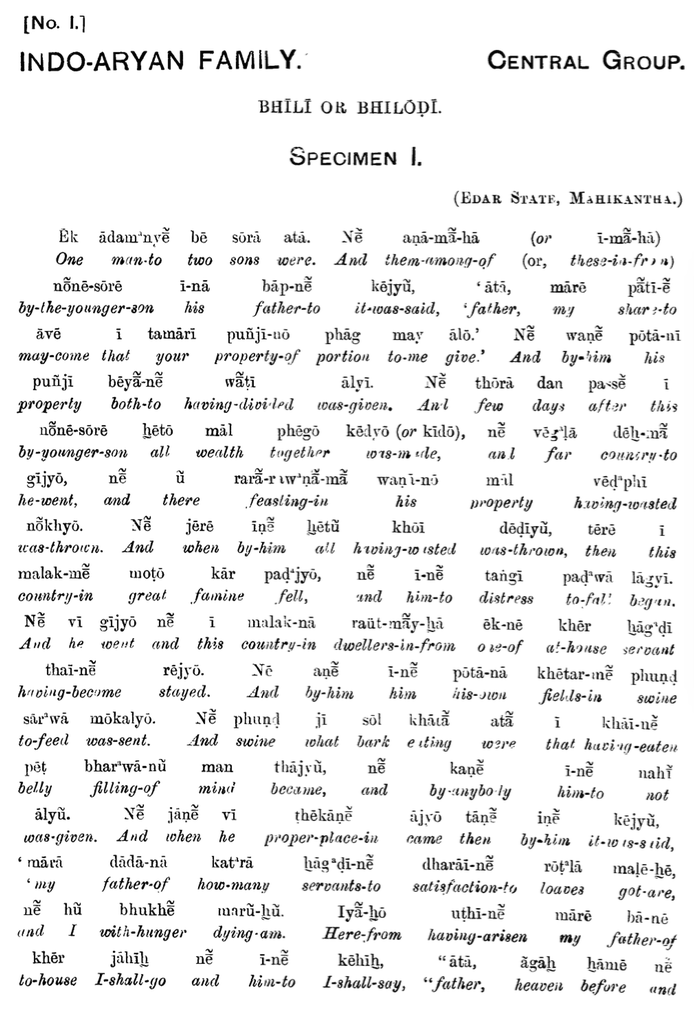
Exemplar parcial del llenguatge Bhili

El Nahali (Kalto) i el Khandeshi són els principals dialectes de la llengua bhili. El terme Bhili és d'origen dravídic Vil que significa arc, fent referència a la gent de Bow.

## Etimologia
Es desconeix l'origen de la paraula Bhil (amb la qual es designa l'ètnia que té la llengua materna Bhili). La primera referència a aquest terme és datada cap a l'any 600 com a nom genèric. El terme es referia a tots els caçadors que utilitzaven l'arc i la fletxa, i probablement també a un poble que vivia a l'Índia abans de l'arribada de les tribus aries. Més tard, la llengua es va assimilar gradualment amb el Rajastani, el gujarat i altres llengües veïnes.

## Ortografia i pronúncia
Bhili utilitza per a la seva representació escrita l'alfabet Devanagari (als estats del Rajasthan, Madhya Pradesh i Maharashtra) i l'alfabet gujarat (a Gujarat, similar a l'anterior però sense la característica horitzontal superior d'això). El vostre invent de so consonàntic és el següent:
| Lloc d'articulació | Bilabial | Llavial | Dent-alveolar | Retroflex | Paladal | Velar   | Glotal |
| Mode d'articulació |          |         |               |           |         |         |        |
| ------------------ | -------- | ------- | ------------- | --------- | ------- | ------- | ------ |
| Oclusiu            | p b      |         | t d           | ʈ ɖ       |         | k ɡ     |        |
| Oclusiu aspirat    | p h b h  |         | t h d h       | ʈ h       |         | k h ɡ h |        |
| Fricatiu           |          |         | s             |           |         |         | h      |
| Nasal              | m        |         | n             | ɳ         |         |         |        |
| Vibrant            |          |         | ɾ             |           |         |         |        |
| Lateral            |          |         | l             | ɭ         |         |         |        |
| Aproximant         |          | ʋ       |               |           | j       |         |        |

L'inventari dels sons vocals és el següent:
| Frontalitat | Anterior | Central | Posterior |
| Altura      |          |         |           |
| ----------- | -------- | ------- | --------- |
| Alt         | i        |         | u         |
| Mig-alt     | e        |         | o         |
| Mig         |          | ә       |           |
| Mig-baix    | ɛ        |         | ɔ         |
| Baix        | (æ)      |         | ɑ         |

Les vocals anteriors tenen correlacions nasalitzades. La longitud vocal no és un tret fonològic distintiu en Bhili (com en altres llengües indo-arianes), sinó que és inherent al timbre vocal. Les soques /ɑ/, /i/, /u/, /i/, /o/ es manifesten amb una intensitat articulatòria més gran i, per tant, més llarga, que els seus correlats relaxats /ә/, /ɛ/, /ɔ/.

## Morfologia
Els substantius es declinen en tres gèneres (masculí, femení i neutre), dos nombres (singular i plural) i dos casos (nominatiu i oblic, aquest últim considerat com a marca nominal general que inclou, entre altres casos, l'ergatiu com a marca de subjecte en clàusules transitives d'aspecte perfectiu). Com la majoria de les llengües indo-arianes, el Bhili utilitza proposicions en lloc de preposicions. De forma similar al gujarat, el pronom personal de la tercera persona té una forma doble d'indicar els conceptes de "proximitat" i "alienació" en relació amb l'orador. Dins de la flexió verbal, les conjugacions de Bhili presenten un sistema estructurat al voltant de categories d'aspectes (perfectiu, imperfecte, progressiu), tens (present, passat, futur), mode (subjuntiu, condicional, potencial) i veu (actiu, passiu).

## Sintaxi
L'ordre de paraules no està marcat en clàusules, com en la majoria de les llengües indo-arianes: subjecte-objecte-verb (Exemple: peli bɛri kәrek soka khae, "Aquesta dona de vegades menja arròs").